# 岩手開発鉄道DC38形ディーゼル機関車
岩手開発鉄道DC38形ディーゼル機関車（いわてかいはつてつどうDC38がたディーゼルきかんしゃ）は、岩手開発鉄道でかつて運用されていたディーゼル機関車である。
1両（DC3821）が在籍した。
DC38形の38は自重38tの意味である。車番の21の2は、岩手開発鉄道のディーゼル機関車の連番で、2形式目を意味する。

## 概要
赤崎線のセメント運搬はDB1511の1両が担当していたが、運搬量が増加してきたため、1960年に新三菱重工業で新造されたL字形ディーゼル機関車である。足回りはジャック軸式であった。
1970年、DD4341にセメント運搬列車の主役を譲り1973年1月に廃車となった。

## 主要諸元
- 全長：8,150mm
- 全幅：2,720mm
- 全高：3,781mm
- 自重：38.0t
- 機関：DL2L（460ps）1基
- 軸配置：C